# C++
C++ је виши програмски језик који је првобитно развијен у Беловим лабораторијама (лабораторији телекомуникационе компаније Bell) за објектно оријентисано програмирање у пројекту под руководством Бјарнеа Строуструпа током 1980-их као проширење програмског језика C, па му је оригинално име било „C са класама“ (енгл. C with classes). Због велике потражње за објектно оријентисаним језицима и способностима, стандард за програмски језик C++ ратификован је 1998. у стандарду ISO/IEC 14882.

## Историја C++-а
Почетком осамдесетих година у Беловим лабораторијама Бјарне Строуструп, дански научник, радећи на проширивању језика C развио је суштински нов језик кога је назвао C са класама.Закључио је да је Simula имала веома добре функције за развој великих програма, али је тај језик био преспор за коришћење у пракси. BCPL (енгл. Basic Combined Programming Language) је био брз али превише ниског нивоа за развој великих програма. Строуструп је изабрао C као базу, јер је C био генерално оријентисан, брз и у широкој употреби. Почео је да ради на побољшању програмског језика C додајући му функције сличне онима које има Simula. Такође, утицај су имали ALGOL 68, Ada, CLU и ML. Аутор је желео да побољша језик C развојем подршке објектно-оријентисаном програмирању. У 1983. години тај назив је промењен у C++.
Строуструпов C са класама је на почетку додао C компајлеру могућности као што су класе, наслеђивање, јако типизирање, редне функције и подразумеване вредности аргумената. Строуструп је 1982. почео да развија наследника C са класама, који је назвао "C++" (++ је унарни оператор инкрементирања у језику C), након што је разматрао неколико других имена. Додате су нове могућности, међу којима су виртуелне функције, име функције и преклапање оператора, референце, константе, заузимање меморије (new/delete), побољшану проверу типова, и коментаре у једном реду у стилу језика BCPL са две косе црте (//). Даље, Строуструп је развио Cfront, нови самостални компајлер за C++.
Језик C++ се разликује од обичног C-а пре свега подршком објектно-оријентисаном програмирању. Међутим, у њему има и низ нових могућности, које нису објектног карактера, због којих је писање програма који нису објектне природе удобније реализовати у C++-у него у C-у.
C++ је данас неспорно један од најмоћнијих, али и најкомплекснији програмски језик. Због компактности програма, брзине извршавања и преносивости представља незаменљив алат сваког професионалца. Због ових особина заузима једно од доминантних места у свету професионалног програмирања.

## Назив
Према Строуструпу назив C++ симболизује еволуционарни напредак од C-a. Назив је осмислио Рик Масцити. Када је Масцити био неформално интервјуисан о настанку имена 1992. године, одговорио је да је назив настао у духу програмирања, јер оператор за инкрементацију (++) симболише напредак. Тада је било уобичајена пракса да се тако означава побољшана верзија софтвера.

## Развојна окружења
Интегрисано развојно окружење обједињава све кораке односно фазе развоја софтвера у јединствену целину што олакшава писање и тестирање програма.
Неки од најпознатијих интегрисаних развојних окружења, чије се коришћење истовремено препоручује у оквиру предмета C/C++ програмски језик, су:
- Microsoft‘s Visual C++ (Windows)
- Code::Blocks (Windows, Linux)
- Netbeans C/C++ (Windows, Linux)

## Синтакса језика C++
C++ има додатне резервисане речи у односу на C, а такође има и дефинисан логички тип податка bool који у C-у не постоји. У језику C++ као додатак имамо следеће најчешће коришћене службене речи:
```
-{
asm        bool        catch        char 
class      delete      explicit     export 
false      friend      inline       mutable
namespace  new         operator     private 
protected  public      template     this 
throw      true        try          typename
using      virtual
}-

```

### Логички тип bool
У C++-у за величине логичког типа могу се уместо 0 и 1 користити вредности true (тачно) и false (нетачно). Логичка константа false је једнака нули, а свака друга вредност се третира као тачна. Када се true конвертује у цео број резултат је 1. За опис променљивих логичког типа користи се резервисана реч bool.

### Пример C++ програма
Анализирајмо следећи пример у програмском језику C++.
Линија 1 представља коментар. Коментари су написани у корист програмера који анализирају код, и обично се користе за сумирање, идентификацију сврхе или појашњење сегмената кода.
Линија 3 је предпроцесорска наредба или директива којом дајемо инструкције компајлеру да желимо да користимо  библиотеку. Библиотека садржи скуп унапред дефинисаних операција које можемо да укључимо  у наш програм.
Линија 4 је декларација (using declaration). У оквиру библиотеке , постоји тачно одређени сегмент (именски простор ) где су смештене дефиниције операција  и . Зато је неопходно коришћењем  декларације указати компајлеру да унутар одељка под називом  (скраћеница за стандард) пронађе дефиниције за  и  које користимо у линији 8.
У линији 6 декларишемо  функцију.
Линије 7 и 10 указују компајлеру који део програмског кода припада  функцији. Све линије кода које се налазе између отворене витичасте заграде у линији 7, и затворене витичасте заграде у линији 10 представљају део  функције. 
У линији 8 се налази  , специјални објекат за обављање излазних операција у секвенцијалним медијима као што су екран, датотека итд. Симбол  је оператор излаза (output operator или insertion operator), који указује компајлеру да све што следи након симбола треба бити одштампано на екрану/конзоли.  је специјалан симбол који курсор пребацује у следећи ред конзоле.
Линија 9 је повратна наредба (return statement). Након егзекуције програма шаље се повратна вредност систему која указује да ли је програм извршен успешно или не. У овом конкретном примеру, наредбом return оперативном систему се враћа вредност нула   што значи да је програм извршен без грешака. Модерни компајлери аутоматски праве повратну наредбу. То значи да чак и ако немамо повратну наредбу унутар наше главне функције , и даље ћемо на екрану имати информацију да ли је програм извршен успешно или не.